# 슬리더
《슬리더》(영어: Slither)는 미국에서 제작된 2006년 SF 코미디 공포 영화이다. 제임스 건의 감독 데뷔작이다. 네이선 필리언, 엘리자베스 뱅크스 등이 출연하였고, 폴 브룩스 등이 제작에 참여하였다.
2006년 3월 31일 미국과 캐나다에서 각각 유니버설 픽처스와 TVA 필름스를 통해 개봉하였다. 극장가 흥행에는 실패하였으나 평단으로부터 대체로 긍정 평가를 받았다.

## 줄거리
운석이 떨어지면서 지구에 당도한 외계 기생 생명이 사우스캐롤라이나주의 한 작은 마을에 침투한다. 주민 그랜트는 순진한 아내 스탈라 몰래 숲에서 브렌다와 시시덕거리던 중 이 외계 생명의 침에 당한다. 이후 몸과 정신을 지배당하게 된 그랜트는 생고기가 땡기고, 침이 파고들었던 자리에선 촉수 두 개가 생겨난다. 그랜트는 이를 차마 스탈라에게는 밝히지 못하고, 브렌다를 찾아가 강제로 배에 촉수를 꽂아 외계 생명 유충의 집으로 삼는다.
신체 변형이 분명해진 그랜트는 결국 스탈라를 공격하고, 그랜트를 체포하기 위해 스탈라의 소꿉친구인 빌을 비롯한 경찰들이 출동하지만 그랜트는 도망쳐 버린다. 3일 뒤 경찰이 그랜트를 추적해 한 대목장에 도착하자 헛간 안에서 거대한 공 모양으로 부풀어 있던 브렌다의 몸이 터지면서 민달팽이 형상의 유충이 무수히 터져나와 경찰을 덮치고 마을까지 내려간다. 유충을 삼켜 감염된 주민들은 그랜트가 관장하는 집단 의식에 조종당한다. 십대 카일리는 이 유충이 목구멍 뒤로 넘어가는 걸 가까스로 막는 과정에서 이 외계 생명의 성체가 외계 행성에서 서로 먹고 먹히던 모습부터 그랜트의 기억까지 보게 된다.
마을에서 빌, 스탈라, 카일리, 시장 잭만이 감염으로부터 무사한 가운데 스탈라와 잭이 주민들에게 잡혀간다. 잭은 유충에 감염되지만 아직 스탈라를 향한 감정이 남아있는 그랜트는 스탈라만큼은 건드리지 않는다. 주민들은 그랜트의 몸을 중심으로 한 몸으로 합쳐지며 거대한 살 반죽이 되어 간다.
빌과 카일리가 구하러 오자 잭은 자신을 죽여 달라고 부탁한다. 빌은 배에 그랜트의 촉수가 꽂힌 상태에서 다른 촉수를 프로페인통에 꽂아 그랜트의 몸이 인화성 가스로 가득 차게 만든다. 스탈라가 총을 쏴서 그랜트의 몸에 점화를 하자 감염된 주민 전체가 동시에 죽는다.
쿠키 영상에서 그랜트의 뇌 조각에 꽂힌 침이 덜덜 움직이자 이를 고양이가 핥다가 감염된다. 

## 출연진
- 네이선 필리언 - 경찰서장 빌 파디 역
- 엘리자베스 뱅크스 - 스탈라 그랜트 역
- 태니아 소녜이 - 카일리 스트루트마이어 역
- 그레그 헨리 - 잭 매크리디 시장 역
- 마이클 루커 - 그랜트 그랜트 역
- 브렌다 제임스 - 브렌다 구티에레즈 역
- 돈 톰프슨 - 월리 역
- 제니퍼 코핑 - 마거릿
- 제나 피셔 - 셸비 커닝햄 역
- 헤이그 서덜랜드 - 트레버 역
- 벤 코튼 - 찰리 역
- 더스틴 밀리건 - 스탈라의 학생 역
- 로레나 게일 - 저넨 역
- 로이드 코프먼 - 취객 역
- 롭 좀비 - 칼 의사 역 (목소리)
- 매그다 애퍼노비치 - 카일리의 친구 역 (크레디트 미기재)
- 제임스 건 - 스탈라의 동료 역 (크레디트 미기재)

## 기타 제작진
- 라인 제작: 숀 윌리엄슨
- 공동 제작: 제프 러빈
- 배역: 이디 벌라스코
- 미술: 앤드루 네스코롬니
- 세트: 셰인 비오
- 의상: 퍼트리샤 하그리브스